# バルトロマエの法則
バルトロマエの法則 (バルトロマエのほうそく、英：Bartholomae's law) は、インド・ヨーロッパ語族インド・イラン語派の音韻の法則。 ドイツの印欧語学者、イラン研究家、インド学者であるクリスティアン・バルトロメー（1855年1月21日 – 1925年8月9日）が1882年に初めて指摘した。
有声有気音の直後に無声無気音が隣接した時、*bʰudʰ-to > サンスクリット: buddha （「目覚め=た（者）」）のように同化が起こり、前側の有気音が無気音に、後側の無声無気音が有声有気音になる事をいう（なお、語頭の bʰ が b に変化しているのはグラスマンの法則による）。